# Keeses Molen
Keeses Molen staat op een uitloper van de Kempense Heuvelrug, de Kabouterberg genaamd, aan de Geelse Baan (vlak bij het Heemerf De Waaiberg) in Kasterlee. Het is een maalvaardige, typisch Kempense standerdmolen met een open voet. De molen werd gebouwd rond 1650, en stond toen op de Dam in Antwerpen. Van daar werd hij in 1853-'54 verplaatst naar het gehucht Lo in Heist-op-den-Berg, en in 1922 naar "de Heesbergen" langs de Retsebebaan in Kasterlee, ter vervanging van een omgewaaide molen. Keeses Molen dankt zijn naam aan een van de laatste eigenaars, Cornelius (Kees) Van Laer. Hij is twee keer tot monument verklaard, op 18 oktober 1943 en op 27 september 1954. De windvang is slecht omdat het dennenbos op de duin te hoog is geworden.
Voordat de molen naar de Kabouterberg werd verhuisd, had hij een gesloten voet en houten borstroeden. De voet werd gewijzigd in een open voet eer de molen werd ingedraaid op 13 juni 1954. Een belangrijke impuls in verband met de verhuizing kwam van de Koninklijke Vereniging voor Natuur en Stedenschoon.

## Restauraties en onderhoud
De eerste restauratie na de verhuizing vond plaats in 1970, en daarna weer in 2000-'01. Toen werd o.m. de vang nagekeken, de molen werd volledig herschilderd en de kruisplaten en steekbanden werden vernieuwd. In 2014 werd de molen volledig gedemonteerd voor restauratie en intussen is hij weer opgericht op dezelfde plek naast het Kastelse Heemerf.

## Technische gegevens
De molen heeft
- geklinknagelde roeden
- twee koppels molenstenen.

## Fotogalerij

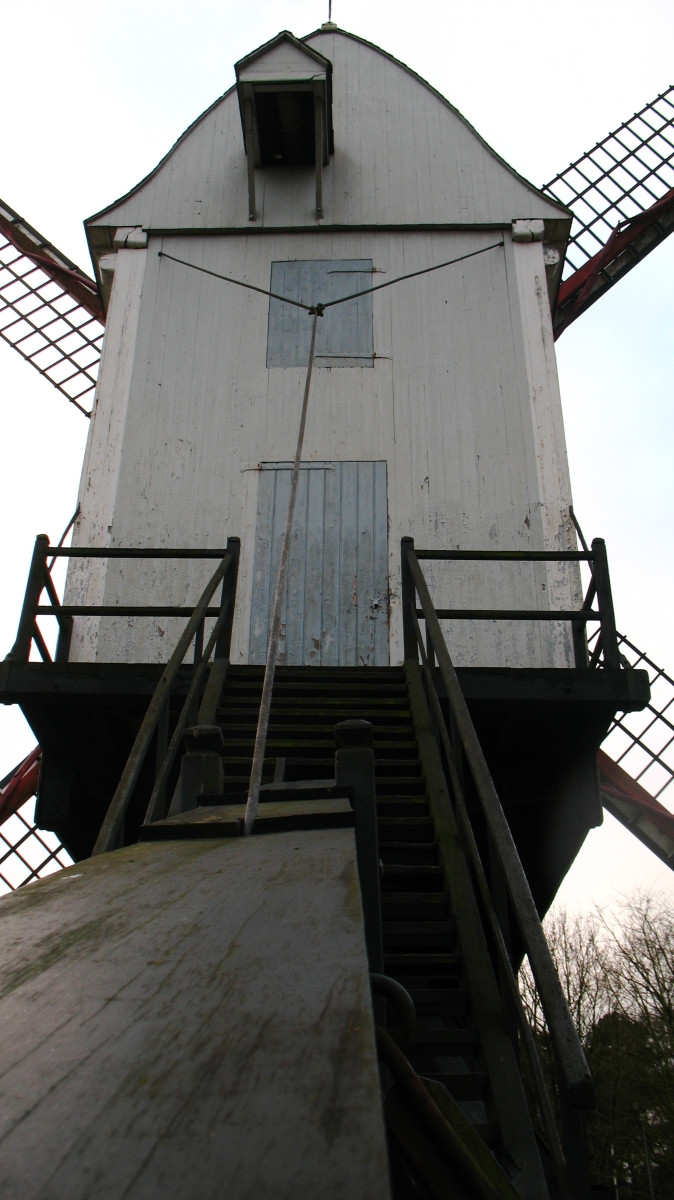
De achterkant van de kast
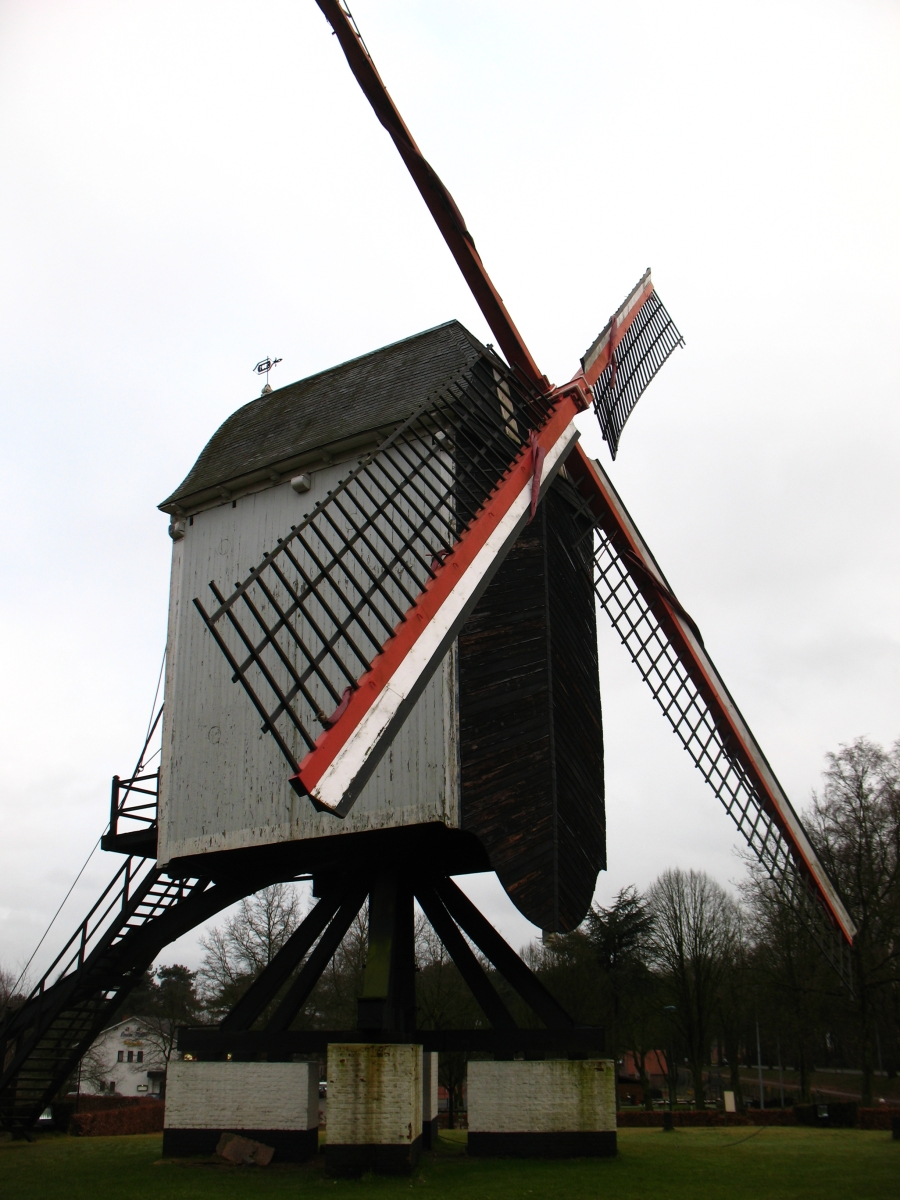
De molen met de open voet goed zichtbaar